# Epistola de ignoto cantu
Epistola de ignoto cantu, (doslova „Dopis o neznámé písni“) či plným názvem Epistola Guidonis Michaeli monacho de ignoto cantu directa (doslova „Guidův dopis o neznámé písni přímo mnichovi Michaelovi“) je dopis, který kolem roku 1028 napsal Guido z Arezza Michalovi z Pomposy. Popisuje v něm svůj objev nové hudební pomůcky - solmizace, vytvořené na zhudebnění stupnice "ut–re–mi" na text latinské písně Ut queant laxis z 8. století.